# Armatka śnieżna

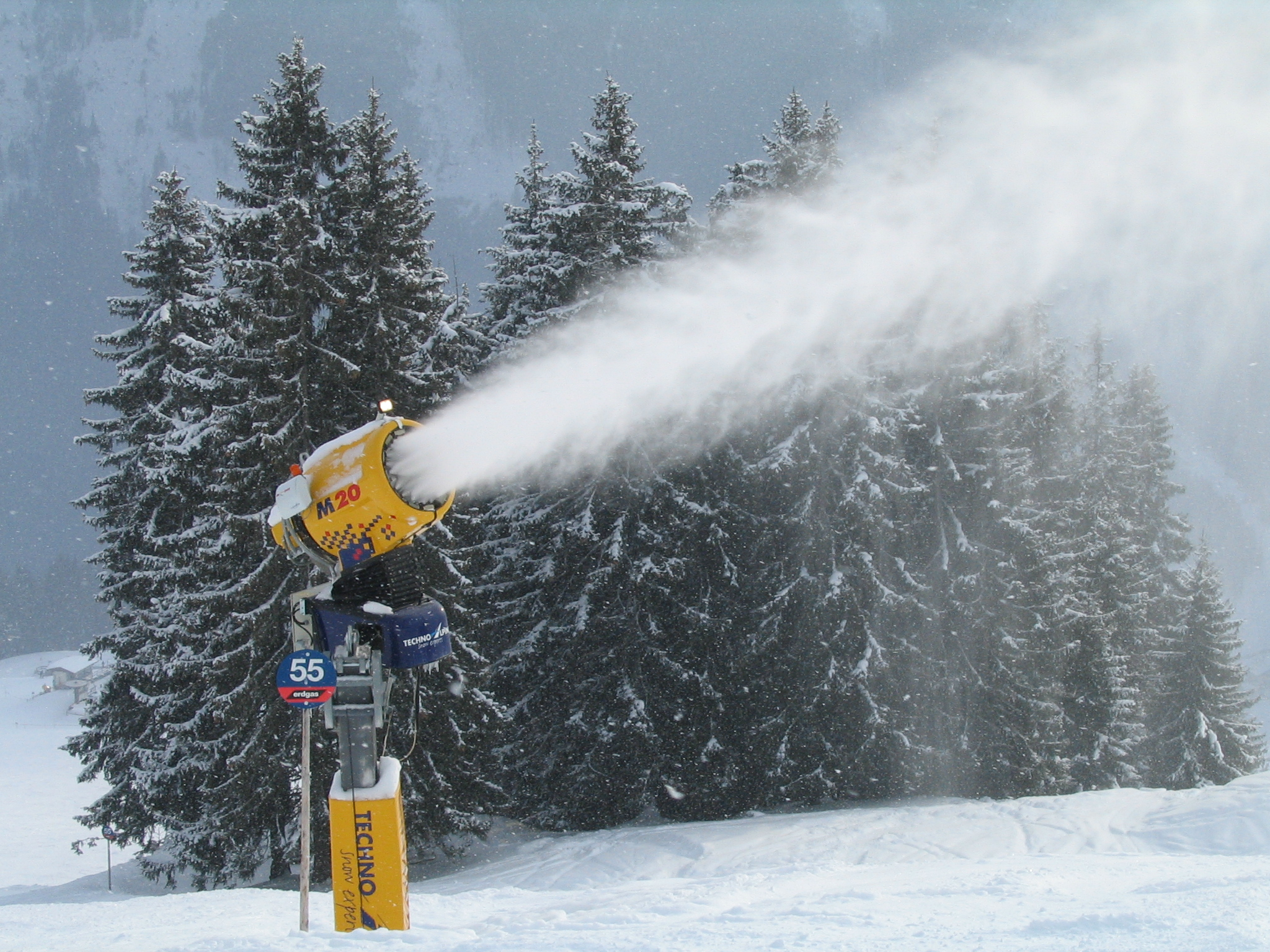
Pracująca armatka śnieżna

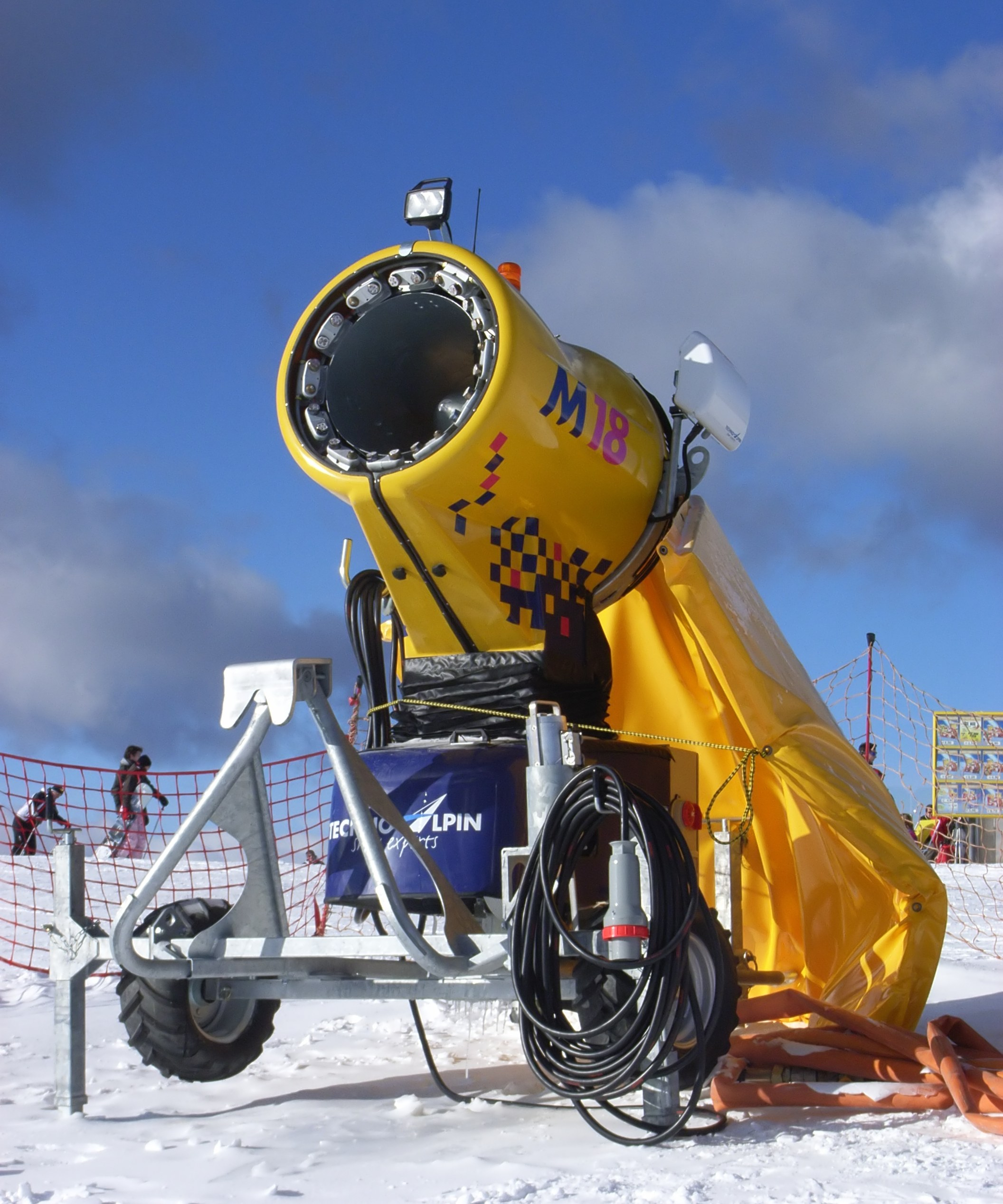
Mobilna armatka śnieżna

Armatka śnieżna – urządzenie służące do produkcji sztucznego śniegu, najczęściej na stokach narciarskich. 
Typowa armatka śnieżna składa się z:
- tuby – korpusu, najczęściej z odpornego na korozję metalu,
- wentylatora – wytwarzającego strumień powietrza wyrzucający krople wody z bębna,
- pierścieni – wyposażonych w dysze wodne i powietrzne, wytwarzające krople wody.
- kompresora – podającego sprężone powietrze do dysz powietrznych

Armatka jest również wyposażona w instalację podgrzewającą newralgiczne, mające kontakt z wodą, elementy, która chroni je przed zamarzaniem (podgrzewane są pierścienie oraz rozdzielnia wody z filtrem). Dla ułatwienia transportu armatki montuje się na podwoziach kołowych, łapowych lub umieszcza się je na słupach.
Armatki dzieli się na:
- automatyczne – wyposażone są we własny komputer wraz ze stacją meteorologiczną monitorującą warunki pogodowe. Może być również sterowana zdalnie komunikując się ze sterownikiem,
- manualne – wymagają ręcznej obsługi.

## Zasada działania
Wytwarzanie śniegu wymaga dostarczenia dużej ilości wody, energii elektrycznej oraz sprężonego powietrza. Muszą również zaistnieć odpowiednie warunki atmosferyczne (możliwość wytwarzania śniegu zależy od temperatury (poniżej -2 °C) i wilgotności względnej powietrza). Typowa maszyna potrzebuje od 40 do 660 litrów wody na minutę, oraz około 20 kW (do 27kW) mocy. Ciśnienie robocze tłoczonej wody wynosi 8 - 40 barów.
Woda jest dostarczana do urządzenia wężami wysokociśnieniowymi 1,5" lub 2" podłączonymi do hydrantów lub jest pompowana ze studni. Przed podaniem do pierścieni, jest dokładnie filtrowana, aby zapobiec zatykaniu dysz. Następnie jest tłoczona przez dysze umieszczone w pierścieniach do tuby, tam sprężone powietrze rozbija wodę na drobniejsze kropelki. Strumień powietrza wytworzony przez wentylator wyrzuca produkt. Woda w kontakcie z zimnym powietrzem zamarza, tworząc małe drobiny osiadające na gruncie.